# نویگون
نویگون (انگلیسی: Navigon) تولیدکننده دستگاه‌های GPS و نرم‌افزار ناوبری GPS در وورتسبورگ آلمان است.